# Goat Simulator
Goat Simulator („Ziegen-Simulator“) ist ein 2014 veröffentlichtes Actionspiel von Coffee Stain Studios. Mit Goat Simulator 3 erschien 2022 ein Nachfolger.

## Spielprinzip
In einer Open World steuert der Spieler mit Maus und Tastatur oder einem Gamepad eine Ziege in der Third-Person-Perspektive. Statt auf ein realistisches Nachbilden des Leben einer Ziege zu setzen, geht es in dem Spiel darum, mit der Ziege möglichst viel Schaden anzurichten. Mit dieser kann der Spieler frei die Karte erkunden, indem die Ziege rennt, springt, Sachen aufnimmt oder an Gegenständen leckt und damit schleudern kann. Das Spiel baut auf einer Ragdoll-Engine auf und setzt darauf, dass der Spieler lustige Dinge ausprobiert und macht (zum Beispiel durch das Ausnutzen von Spielfehlern oder Ausführen von Experimenten) und Tricks durchführt, für die es Punkte gibt. Außerdem kann das Spiel über den Steam Workshop mit Modifikationen erweitert werden. Des Weiteren enthält das Spiel Easter Eggs und Geheimnisse. Das Spiel kann im Einzelspieler-Modus oder im Mehrspieler-Modus online oder lokal im Split-Screen-Modus gespielt werden.

## Entwicklung
Das Spiel entstand bei einem Game Jam der Coffee Stain Studios im Januar 2014 als ein Scherzspiel und wurde bereits in der Alpha-Version durch YouTube-Videos (sogenannte Let’s-Play-Videos) bekannt, die das Spiel auf lustige Weise darstellten und die Entwickler motivierten, das Spiel weiterzuentwickeln. Ursprünglich sollte das Spiel aber nur ein Prototyp für die Spiel-Engine werden.
Die Spielidee kam als eine Inspiration von dem Spiel QWOP. Das Spiel wurde in der Unreal Engine 3 entwickelt und baut auf einer Ragdoll-Engine auf.

## Veröffentlichung und Verkauf
Erstmals wurde das Spiel am 1. April 2014 für Windows als Aprilscherz-Aktion veröffentlicht. Vorbesteller erhielten bereits drei Tage vorher Zugang zum Spiel. Eine Portierung für MacOS und Linux wurde am 27. Juni 2014 veröffentlicht. Eine mobile Version für Android und iOS kam am 17. April 2014 auf den Markt. Eine Konsolenversion des Spiels folgte am 17. April 2015 für Xbox 360 und Xbox One, am 11. August 2015 für PlayStation 3 und PlayStation 4 und am 23. Januar 2019 für Nintendo Switch. Bis August 2014 wurde das Spiel über eine Million Mal verkauft. Bis Januar 2015 waren es über 2,5 Millionen verkaufte Versionen.

### Erweiterungen
Am 7. Mai 2015 erschien außerdem die kostenpflichtige Erweiterung GoatZ, die das Spiel um Zombies, eine neue Karte und Crafting erweitert und sich an Survival-Horror-Spielen wie DayZ orientiert. Am 26. Mai 2016 wurde das Erweiterungspaket Waste of Space hinzugefügt, welches dem Spiel eine neue Karte auf Basis einer Science-Fiction-Weltraumkolonie hinzufügt.
Am 17. November 2022 wurde der vom Schwesterstudio Coffee Stain North entwickelte Nachfolger Goat Simulator 3 veröffentlicht. Einen Goat Simulator 2 hat es dazwischen nicht gegeben.

## Rezeption
Das Spiel erhielt gemischte Kritiken und für die PC-Version einen Metascore von 62. Gelobt werden unter anderem die humoristische Umsetzung des Sandbox-Spielsystems und das Ausnutzen der Spielphysik, welche es einem ermöglicht, viele Sachen auszuprobieren und lustige Dinge zu erzeugen. GameStar schrieb, dass das Spiel gerade dadurch, dass es so dumm und idiotisch sei, wieder clever wirke.
Allerdings wird das Spiel auch dafür kritisiert nur durch Social Media und Webvideos bekannt geworden zu sein, da es ohne diese nur ein einfaches und fehleranfälliges Produkt sei und schnell langweilig werden kann. Der Gamedesigner Armin Ibrisagic ging davon aus, dass Ziegen genau wie Katzen im Internet viral werden können, und brachte sein Team daher auch dazu diese Idee mit einem Oldschool-Skateboardspiel zu vermischen. Zudem wird der fehlende Langzeitspaß bei dem Spiel stark kritisiert.
Wegen des Spielkonzepts wird Goat Simulator auch mit Spielen, bei denen man viel Chaos anrichten kann (wie zum Beispiel die Grand-Theft-Auto-Reihe) verglichen.
Einige Spiele übernahmen das Konzept einer lustigen Parodie von Simulationsspielen mit einer speziellen Spielphysik. Hierzu gehören zum Beispiel I Am Bread oder Surgeon Simulator. Da diese Spiele auch teilweise auf die Unterhaltung auf Webvideoplattformen, aber viel weniger auf das eigene Spielen ausgelegt sind, wird hierbei auch von „YouTube Bait“ gesprochen.